# Vòng loại Giải vô địch bóng đá thế giới 2014 – Khu vực châu Á (Vòng 2)
Các trận đấu thuộc vòng thứ hai của vòng loại Giải vô địch bóng đá thế giới 2014 khu vực châu Á diễn ra từ ngày 23 đến ngày 28 tháng 7 năm 2011.

## Thể thức
Tổng cộng 30 đội tuyển được bốc thăm chia thành 15 cặp đấu, mỗi cặp thi đấu theo thể thức loại trực tiếp hai lượt trận trên sân nhà và sân khách giống như vòng 1. Trong đó, 22 đội được xếp hạng 6–27 trong danh sách tham dự của AFC được quyền vào thẳng vòng đấu này và tám đội khác chiến thắng từ vòng đầu tiên. 15 đội chiến thắng sẽ giành quyền vào vòng 3 cùng với 5 đội xếp hạng cao hơn được miễn thi đấu ở vòng loại này.

## Lịch thi đấu
Lịch thi đấu như sau.
| Lượt đấu | Ngày                |
| -------- | ------------------- |
| Lượt đi  | 23 tháng 7 năm 2011 |
| Lượt về  | 28 tháng 7 năm 2011 |

## Bốc thăm
Lễ bốc thăm phân cặp cho vòng loại thứ hai được tổ chức vào ngày 30 tháng 3 năm 2011 tại trụ sở AFC ở Kuala Lumpur, Malaysia, cùng ngày diễn ra lễ bốc thăm của vòng loại thứ nhất. 30 đội tuyển được chia đều vào hai nhóm hạt giống, nhóm 1 gồm các đội xếp thứ hạng 6–20 và nhóm 2 gồm các đội xếp thứ hạng 21–27 cùng với tám đội giành chiến thắng từ vòng 1. Con số trong ngoặc đơn cho biết thứ hạng tổng thể của các đội tuyển trên bảng xếp hạng của AFC tại vòng loại FIFA World Cup 2010.
Lưu ý: Các đội tuyển in đậm giành quyền lọt vào vòng 3.
| Nhóm 1 | Nhóm 2 |
| --- | --- |
| - Ả Rập Xê Út (6) - Iran (7) - Qatar (8) - Uzbekistan (9) - UAE (10) - Syria (11) - Oman (12) - Jordan (13) - Iraq (14) - Singapore (15) - Trung Quốc (16) - Kuwait (17) - Thái Lan (18) - Turkmenistan (19) - Liban (20) | - Yemen (21) - Tajikistan (22) - Hồng Kông (23) - Indonesia (24) - Kyrgyzstan (25) - Maldives (26) - Ấn Độ (27) - Malaysia† (28) - Bangladesh† (32) - Lào† (43) - Philippines† (42) - Palestine† (37) - Việt Nam† (34) - Nepal† (31) - Myanmar† (41) |

† Danh tính của các đội thắng vòng 1 chưa được xác định tại thời điểm bốc thăm.

## Tóm tắt
15 đội thắng sẽ giành quyền vào vòng 3.
| Đội 1        | TTS  | Đội 2       | Lượt đi | Lượt về |
| ------------ | ---- | ----------- | ------- | ------- |
| Thái Lan     | 3–2  | Palestine   | 1–0     | 2–2     |
| Liban        | 4–2  | Bangladesh  | 4–0     | 0–2     |
| Trung Quốc   | 13–3 | Lào         | 7–2     | 6–1     |
| Turkmenistan | 4–5  | Indonesia   | 1–1     | 3–4     |
| Kuwait       | 5–1  | Philippines | 3–0     | 2–1     |
| Oman         | 4–0  | Myanmar     | 3–0     | 2–0     |
| Ả Rập Xê Út  | 8–0  | Hồng Kông   | 3–0     | 5–0     |
| Iran         | 5–0  | Maldives    | 4–0     | 1–0     |
| Syria        | 0–6  | Tajikistan  | 0–3     | 0–3     |
| Qatar        | 4–2  | Việt Nam    | 3–0     | 1–2     |
| Iraq         | 2–0  | Yemen       | 2–0     | 0–0     |
| Singapore    | 6–4  | Malaysia    | 5–3     | 1–1     |
| Uzbekistan   | 7–0  | Kyrgyzstan  | 4–0     | 3–0     |
| UAE          | 5–2  | Ấn Độ       | 3–0     | 2–2     |
| Jordan       | 10–1 | Nepal       | 9–0     | 1–1     |

1. 1 2  Trận đấu lượt đi giữa Oman và Myanmar có kết quả là 2–0 cho Oman, nhưng sau đó họ đã được xử thắng 3–0. Trận lượt về giữa hai đội đã phải dừng lại ở phút thứ 45+2 do sự cố đám đông, khi Oman đang dẫn trước 2–0.[8] FIFA tuyên bố đây là kết quả chung cuộc, và Myanmar đã bị cấm tham gia vòng loại của Giải vô địch bóng đá thế giới 2018,[9] mặc dù lệnh cấm sau đó được gỡ bỏ. Tuy nhiên, Myanmar vẫn phải thi đấu các trận trên sân nhà tại vòng loại World Cup 2018 tại địa điểm trung lập.[10]
2. 1 2  Cả hai trận đấu giữa Syria và Tajikistan đều được xử thắng 3–0 cho Tajikistan sau khi Syria đã sử dụng một cầu thủ không đủ điều kiện thi đấu trên sân.[11][12] Syria đã thắng trận lượt đi 2–1 và trận lượt về 4–0.

## Các trận đấu
| Thái Lan     | 1–0      | Palestine |
| ------------ | -------- | --------- |
| Kaewprom 19' | Chi tiết |           |

| Palestine     | 2–2      | Thái Lan            |
| ------------- | -------- | ------------------- |
| Alyan 6', 90' | Chi tiết | Thonglao 33', 90+4' |

Thái Lan thắng với tổng tỷ số 3–2 và giành quyền vào vòng 3.
| Liban                                                      | 4–0      | Bangladesh |
| ---------------------------------------------------------- | -------- | ---------- |
| Maatouk 16' · M. El Ali 27' · Al Saadi 55' · T. Al Ali 64' | Chi tiết |            |

| Bangladesh                | 2–0      | Liban |
| ------------------------- | -------- | ----- |
| Chowdhury 52' · Ameli 87' | Chi tiết |       |

Liban thắng với tổng tỷ số 4–2 và giành quyền vào vòng 3.
| Trung Quốc                                                                      | 7–2      | Lào                                  |
| ------------------------------------------------------------------------------- | -------- | ------------------------------------ |
| Dương Húc 45+2', 54', 72' · Trần Đào 52', 88' · Hao Tuấn Mẫn 82', 90+1' (ph.đ.) | Chi tiết | Vongchiengkham 4' · Phaphouvanin 31' |

| Lào             | 1–6      | Trung Quốc                                                                      |
| --------------- | -------- | ------------------------------------------------------------------------------- |
| Phapouvanin 47' | Chi tiết | Khúc Ba 24' · Du Hán Siêu 36', 88' · Đặng Trác Tường 67', 83' · Dương Húc 90+2' |

Trung Quốc thắng với tổng tỷ số 13–3 và giành quyền vào vòng 3.
| Turkmenistan   | 1–1      | Indonesia |
| -------------- | -------- | --------- |
| Krendelyov 12' | Chi tiết | Ilham 30' |

| Indonesia                                   | 4–3      | Turkmenistan                                     |
| ------------------------------------------- | -------- | ------------------------------------------------ |
| Gonzáles 10', 18' · Nasuha 42' · Ridwan 76' | Chi tiết | Nasuha 70' (l.n.) · Şamyradow 83' · Çoñkaýew 86' |

Indonesia thắng với tổng tỷ số 5–4 và giành quyền vào vòng 3.
| Kuwait                                | 3–0      | Philippines |
| ------------------------------------- | -------- | ----------- |
| Nasser 16' · Neda 68' · Al Ansari 84' | Chi tiết |             |

| Philippines   | 1–2      | Kuwait                  |
| ------------- | -------- | ----------------------- |
| Schröck 45+3' | Chi tiết | Nasser 61' · W. Ali 85' |

Kuwait thắng với tổng tỷ số 5–1 và giành quyền vào vòng 3.
| Oman                       | 3–0 Xử thắng | Myanmar |
| -------------------------- | ------------ | ------- |
| Al Hosni 21' · Al Ajmi 79' | Chi tiết     |         |

| Myanmar | 0–2      | Oman                               |
| ------- | -------- | ---------------------------------- |
|         | Chi tiết | Al Hosni 22' · Al Ajmi 39' (ph.đ.) |

Oman thắng với tổng tỷ số 5–0 và giành quyền vào vòng 3.
| Ả Rập Xê Út                                | 3–0      | Hồng Kông |
| ------------------------------------------ | -------- | --------- |
| Al-Shamrani 45+1', 47' · Al-Muwallad 45+3' | Chi tiết |           |

| Hồng Kông | 0–5      | Ả Rập Xê Út                                                                      |
| --------- | -------- | -------------------------------------------------------------------------------- |
|           | Chi tiết | Mouath 34' · Noor 71' (ph.đ.) · Al-Shamrani 73' · Al-Sahlawi 78' · Hawsawi 90+2' |

Ả Rập Xê Út thắng với tổng tỷ số 8–0 và giành quyền vào vòng 3.
| Iran                                           | 4–0      | Maldives |
| ---------------------------------------------- | -------- | -------- |
| Ansarifard 4', 62' · Karimi 68' · Daghighi 86' | Chi tiết |          |

| Maldives | 0–1      | Iran           |
| -------- | -------- | -------------- |
|          | Chi tiết | Khalatbari 45' |

Iran thắng với tổng tỷ số 5–0 và giành quyền vào vòng 3.
| Syria                   | 3–0 Xử thắng | Tajikistan |
| ----------------------- | ------------ | ---------- |
| Mourad 45+1' · Rafe 77' | Chi tiết     | Saedov 47' |

| Tajikistan | 3–0 Xử thắng | Syria                                          |
| ---------- | ------------ | ---------------------------------------------- |
|            | Chi tiết     | Rafe 6', 35' · Sabagh 53' · Choriev 86' (l.n.) |

Tajikistan được xử thắng với tổng tỷ số 6–0 và giành quyền vào vòng 3.
| Qatar                             | 3–0      | Việt Nam |
| --------------------------------- | -------- | -------- |
| Kasola 6' · Mubarak 51' · Ali 68' | Chi tiết |          |

| Việt Nam                                      | 2–1      | Qatar   |
| --------------------------------------------- | -------- | ------- |
| Nguyễn Trọng Hoàng 60' · Nguyễn Quang Hải 78' | Chi tiết | Ali 16' |

Qatar thắng với tổng tỷ số 4–2 và giành quyền vào vòng 3.
| Iraq                                       | 2–0      | Yemen |
| ------------------------------------------ | -------- | ----- |
| Hawar Mulla Mohammed 9' · Abdul-Zahrah 63' | Chi tiết |       |

| Yemen | 0–0      | Iraq |
| ----- | -------- | ---- |
|       | Chi tiết |      |

Iraq thắng với tổng tỷ số 2–0 và giành quyền vào vòng 3.
| Singapore                                                   | 5–3      | Malaysia                       |
| ----------------------------------------------------------- | -------- | ------------------------------ |
| Đurić 7', 81' · Qiu Li 22' · Fahrudin 44' · Shi Jiayi 45+1' | Chi tiết | Safee 1', 71' · Abdul Hadi 70' |

| Malaysia  | 1–1      | Singapore     |
| --------- | -------- | ------------- |
| Safee 58' | Chi tiết | Shi Jiayi 73' |

Singapore thắng với tổng tỷ số 6–4 và giành quyền vào vòng 3.
| Uzbekistan                                                | 4–0      | Kyrgyzstan |
| --------------------------------------------------------- | -------- | ---------- |
| Geynrikh 28' · Bikmaev 49' · Djeparov 56' · Bakayev 90+2' | Chi tiết |            |

| Kyrgyzstan | 0–3      | Uzbekistan                      |
| ---------- | -------- | ------------------------------- |
|            | Chi tiết | Karpenko 47' · Nasimov 65', 90' |

Uzbekistan thắng với tổng tỷ số 7–0 và giành quyền vào vòng 3.
| UAE                                                            | 3–0      | Ấn Độ |
| -------------------------------------------------------------- | -------- | ----- |
| Al Kamali 21' (ph.đ.) · Al Shehhi 29' (ph.đ.) · Al Hammadi 82' | Chi tiết |       |

| Ấn Độ                        | 2–2      | UAE                            |
| ---------------------------- | -------- | ------------------------------ |
| Lalpekhula 73' · Singh 90+2' | Chi tiết | Al Shehhi 39' · Al-Wehaibi 71' |

UAE thắng với tổng tỷ số 5–2 và giành quyền vào vòng 3.
| Jordan                                                                                        | 9–0      | Nepal |
| --------------------------------------------------------------------------------------------- | -------- | ----- |
| Abdel Fattah 10', 74', 82', 90+3' · Amer Deeb 23', 57' · Hayel 32', 68' · Abdullah Deeb 45+1' | Chi tiết |       |

| Nepal      | 1–1      | Jordan     |
| ---------- | -------- | ---------- |
| Khawas 80' | Chi tiết | Murjan 62' |

Jordan thắng với tổng tỷ số 10–1 và giành quyền vào vòng 3.

## Cầu thủ ghi bàn
Đã có 109 bàn thắng ghi được trong 30 trận đấu, trung bình 3.63 bàn thắng mỗi trận đấu.
4 bàn thắng
- Dương Húc
- Hassan Abdel-Fattah

3 bàn thắng
- Safee Sali
- Nasser Al-Shamrani
- Raja Rafe

2 bàn thắng
- Trần Đào
- Đặng Trác Tường
- Hao Tuấn Mẫn
- Dư Hán Siêu
- Cristian Gonzáles
- Karim Ansarifard
- Amer Deeb
- Ahmad Hayel
- Yousef Nasser
- Visay Phaphouvanin
- Amad Al Hosni
- Murad Alyan
- Yusef Ahmed
- Aleksandar Đurić
- Shi Jiayi
- Datsakorn Thonglao
- Mohamed Al Shehhi
- Bahodir Nasimov

1 bàn thắng
- Jahid Hasan Ameli
- Mithun Chowdhury
- Khúc Ba
- Jeje Lalpekhlua
- Gouramangi Singh
- Muhammad Ilham
- Mohammad Nasuha
- Muhammad Ridwan
- Saeid Daghighi
- Ali Karimi
- Mohammad Reza Khalatbari
- Alaa Abdul-Zahra
- Hawar Mulla Mohammed
- Abdallah Deeb
- Saeed Murjan
- Waleed Ali
- Fahad Al Ansari
- Musaed Neda
- Soukaphone Vongchiengkham
- Tarek Al Ali
- Ali Al Saadi
- Mahmoud El Ali
- Hassan Maatouk
- Abdul Hadi Yahya
- Bharat Khawas
- Ismail Sulaiman Al Ajmi
- Ahmed Mubarak Al Mahaijri
- Stephan Schröck
- Mohammed Kasola
- Meshal Mubarak
- Osama Al-Muwallad
- Mohammad Al-Sahlawi
- Hassan Fallatah
- Osama Hawsawi
- Mohammed Noor
- Fahrudin Mustafić
- Qiu Li
- George Mourad
- Nadim Sabagh
- Kamil Saidov
- Jakkaphan Kaewprom
- Arslanmyrat Amanow
- Gahrymanberdi Çoňkaýew
- Wýaçeslaw Krendelew
- Berdi Şamyradow
- Ismail Al Hammadi
- Hamdan Al Kamali
- Ali Al-Wehaibi
- Ulugbek Bakayev
- Marat Bikmaev
- Server Djeparov
- Alexander Geynrikh
- Victor Karpenko
- Nguyễn Quang Hải
- Nguyễn Trọng Hoàng

1 bàn phản lưới nhà
- Farrukh Choriyev (trong trận gặp Syria)